# یانگوری
یانگوری (به لاتین: Yangory) یک منطقهٔ مسکونی در روسیه است که در استان آرخانگلسک واقع شده‌است.